# 藤原薫
藤原 薫（ふじわら かおる）は漫画家。4月5日生まれ。
ソニー・マガジンズの漫画雑誌「きみとぼく」でデビュー。代表作に『おまえが世界をこわしたいなら』、『思考少年』などがある。

## 作品リスト
- fetish ISBN 978-4396763459
- おまえが世界をこわしたいなら(上) ISBN 978-4396763138
- おまえが世界をこわしたいなら(下) ISBN 978-4396763145
- 禁断恋愛 ISBN 978-4789780469
- 思考少年(上) ISBN 978-4778320065
- 思考少年(下) ISBN 978-4778320072
- 透明な色した少女のために―藤原薫作品集 ISBN 978-4568502473
- 昔の話  ISBN 978-4778320546 (ソニー・マガジンズ、全１巻。雑誌『きみとぼく (雑誌)』に1998〜2000年まで掲載された藤原薫の短編集でwhite room（1998年2月号）夢見る人（1996年11月号）表題作：昔の話1998年6月号）imagination（1998年8月号）Cups（1998年11月号）甘い小指の夢を見た（別冊きみとぼく1998年夏号）地平線ギリギリまでの空の果て（2000年6月号）の計７作品から成る）[1]
- 楽園 ISBN 978-4396762919
- その先の風景
- 夜の魚